# 鵬

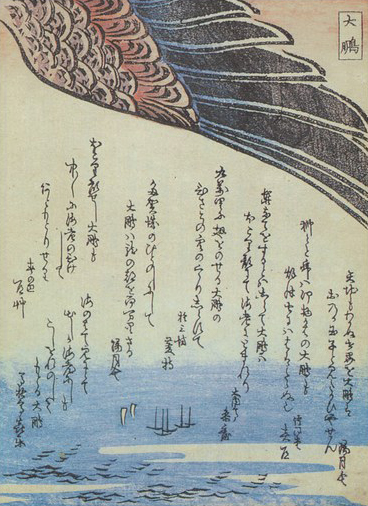
大鵬（江戸時代に描かれた『狂歌百物語』での挿絵）

鵬（ほう）は、中国に伝わる伝説の鳥。非常に体が大きいとされ、その大きさをたたえて大鵬（たいほう）とも呼ばれる。

## 概要
鵬は数千里にも及ぶ天を覆う雲のような翼、大きな山のような体を持つ巨大な鳥だとされる。訓読みで「おおとり」とよまれるように、鵬は『説文』などには鳳のことだとあり、「大きな鳥」を意味している。中国の古代神話に見られる羿によって退治された巨大な怪鳥・大風（たいふう）も、同様な特徴を持っている。
『荘子』逍遥遊篇にある寓話に、鵬は体の大きさが数千里もある大変に巨大な鳥として登場する。この説話では鯤（こん）が対となる存在として登場しており、共に非常に巨大な存在として描写される。鵬が北の果ての海（北冥）から南の果ての海（南冥）に向かって勇壮に飛ぶ様子は図南（となん）と呼ばれ、九万里の高さにも到るその飛行高度を夭閼（ようあつ。邪魔をすること）するものはないと語られる。いっぽう、鵬の動きを大げさ過ぎるとあざける「小さな」存在として学鳩（がくきゅう）・斥鷃（せきあん）という鳥や蜩などの虫が話の中に登場する。
『荘子』の鵬が南の果ての海に向かって九万里の上空に翔び上がるきっかけに用いられている「海運」（「海、うごけば」）という表現は、海が嵐でわきかえっている状態と解釈されており、この嵐は熱帯のモンスーンのことだとも考えられている。
このような『荘子』の寓話に登場した鵬は、ひろく「巨大な鳥」という認識で後代は用いられ、『西遊記』や『封神演義』をはじめとした、中国の古典的な小説にも幅広く登場する。『西遊記』に登場する雲程万里鵬（うんていばんりほう）は、風を切って南北をひとまたぎにするという。清代に編まれた『続子不語』では、鵬の羽根は10戸以上の家々を覆い尽くすほどの大きさで、この巨大な羽や糞が大空から落下して来た場合、家々を壊し、人命を奪うことすらあると語られている巨大な怪鳥の名としても用いられている。
日食は鵬が上空を通過するために起こるという説もある。

## ことわざ・熟語
鵬のような大きな行動・視野をとる者は、何にもとらわれることなく、自由の境地にあるなどとされる。『荘子』の寓話に見られる内容をもとにして、鵬は故事成語や熟語に用いられている。
- 鵬程万里（ほうていばんり） - 『荘子』より。遠い道程や前途が遠大であることを鵬の飛ぶ距離に例えた言葉[9]。
- 図南の翼 - 『荘子』より。大きな事業を遠い地で成そうとする志や計画を意味する。「図南の鵬」、「図南の鵬翼」とも。
- 鵬雛（ほうすう） 鵬のひなこと。将来、大きな羽を広げて様々な分野で活躍を遂げる人材を示す。

## 鵬の用例
鵬の字は、人名・雅号などにも多く用いられる。
- 大鵬正鯤 （1691年-1774年。禅僧・画家）
- 亀田鵬斎　（1752年 - 1826年。書家・儒学者）
- 鎌田鵬　（1754年 -1821年。医者・心学者。字の図南も『荘子』の故事に由来する[10]）

その壮大なイメージから、鵬・大鵬の文字は大相撲の力士たちの四股名にも用いられる。
- 大鵬幸喜 （1940年- 2013年。第48代横綱）
- 王鵬幸之介 （2000年-。大鵬の孫にあたる）
- 白鵬翔 （1985年-）

未来への雄飛や有望を託す意味で、団体名や学校の校章などにも用いられる。
- 青森県立弘前高等学校　校章に鵬の意匠が用いられている。
- 兵庫県立神戸高等学校　男子用副校章に鵬があしらわれている。また同校は旧制中学時代から学生のことを鵬雛（ほうすう）とも呼んでいる。